# Rhyssemus ghanaensis
Rhyssemus ghanaensis är en skalbaggsart som beskrevs av Rudolph Petrovitz 1975. Rhyssemus ghanaensis ingår i släktet Rhyssemus och familjen Aphodiidae. Inga underarter finns listade i Catalogue of Life.